# Batalha de Fidenas (437 a.C.)
A Batalha de Fidenas de 437 a.C. foi uma batalha travada nos primeiros anos da República Romana entre o exército romano, liderado pelo ditador Mamerco Emílio Mamercino, e uma coalização inimiga formada por fidenos e etruscos da cidade de Veios, faliscos e capenos, liderada pelo rei etrusco Lars Tolúmnio. O resultado foi uma vitória romana. Aulo Cornélio Cosso matou Tolúmnio em combate singular e recebeu a honra da spolia opima.

## Contexto
Enquanto em Roma, a longeva disputa entre plebeus e patrícios resultou na eleição dos tribunos consulares — foram eleitos Lúcio Quíncio Cincinato, filho de Cincinato, Mamerco Emílio Mamercino e Lúcio Júlio Julo — no lugar dos tradicionais cônsules de estirpe senatorial, a colônia romana de Fidenas se aliou com a cidade etrusca de Veios.
Não apenas os fidenos abandonaram a aliança com Roma, mas Tolúmnio, com o objetivo de tornar irreversível essa troca, mandou matar os três enviados romanos que foram a Fidenas para questionar a decisão.
Em Roma, decidiu-se entregar o comando da guerra aos cônsules do ano seguinte, Marco Gegânio Macerino e Lúcio Sérgio Fidenato. Lúcio Sérgio marchou de imediato com seu exército para enfrentar o exército veio, que era liderado pelo próprio Tolúmnio, o que aconteceu numa batalha campal às margens do rio Aniene. Os romanos levaram a melhor, mas a luta foi muito sangrenta e causou tantas perdas entre os romanos que se decidiu pela nomeação de um ditador para cuidar da campanha militar.

## Batalha
Mamerco Emílio Mamercino, já nomeado, escolheu Lúcio Quíncio Cincinato, filho de Cincinato e seu colega de tribunato no ano anterior, como seu mestre da cavalaria. Como legados, levou Tito Quíncio Capitolino Barbato, um consular, e Marco Fábio Vibulano.
A coalização inimiga, havia se retirado da planície e esperava nas colinas à volta de Fidenas pela chegada dos aliados faliscos e capenos antes de avançar para seu próprio acampamento, à frente dos muros de Fidenas. Os romanos posicionaram seu próprio acampamento ao lado da confluência do Aniene com o Tibre, erguendo fortificações para proteger o local.
Enquanto os romanos tinham a intenção lutar imediatamente, Tolúmnio, que, assim como os fidenos, parecia mais propenso a esperar, decidiu pela batalha, sobretudo por que estava preocupado com os faliscos, ávidos pelo rápido combate para poderem voltar para Faleria, sua capital.
Tolúmnio posicionou os veios à direita, os fidenos no centro e os faliscos e capenos à esquerda. Mamerco entregou a Tito Quíncio as operações contra os fidenos, a Barbato, a luta contra os veios e reservou para si o comando da luta contra faliscos e capenos.
Mamerco lançava sua cavalaria, comandada por Quíncio Cincinato, para intervir em todos os pontos da batalha, mas não se esqueceu de deixar alguma guarnição para proteger seu próprio acampamento, sob o comando de Fábio Vibulano, uma manobra que resultou decisiva para reverter um ataque surpresa realizado ao acampamento pela cavalaria etrusca, enquanto a batalha corria entre os dois exércitos.
| “ | Quando viu o sinal, depois grito de guerra, [o ditador] lançou contra o inimigo primeiro os cavaleiros e, depois, a infantaria, que lutou com grande vigor. Em nenhum lugar as legiões etruscas foram capazes de suportar o choque romano: os seus cavaleiros ofereceram a resistência mais tenaz e o próprio rei — de longe, o mais forte deles — prolongava a luta lançando-se contra os romanos e dispersando-os no calor da perseguição. | ” |
|   | — Lívio, Ab Urbe Condita IV, 2.18. |   |

A batalha teve um ponto de inflexão com a morte de Tolúmnio, um ato solitário de Aulo Cornélio Cosso:
| “ | E, esporeado seu cavalo, lançou-se, pronto para o combate, contra o único inimigo. Depois de tê-lo golpeado e o derrubado do cavalo, levantou sua lança e desceu também do cavalo. E enquanto o rei tentava se levantar, Cosso o derrubou novamente com seu seu escudo e, depois, golpeando-o repetidamente, o fincou no solo com sua lança. Então, triunfantemente, mostrando as armas retiradas do corpo e a com a cabeça cortada na ponta de uma lança, pôs em fuga o inimigo, aterrorizado pela morte do rei. | ” |
|   | — Lívio, Ab Urbe Condita IV, 2.19.. |   |

Os inimigos, em fuga desordenada depois da morte de Tolúmnio, foram massacrados pelos romanos, que arrasaram todo o território de Veios.
Por esta vitória, Mamerco Emílio Mamercino recebeu um triunfo quando voltou à cidade. Aulo Cornélio Cosso foi honrado com a raríssima condecoração conhecida como spolia opima, reservada aos comandantes romanos que conseguiam derrotar em luta singular comandantes inimigos, no Templo de Júpiter Ferétrio.